# Миномёт Ливенса
Миномёт Ливенса (англ. Livens Projector) — или газомёт — от сокращения «газовый миномёт» — вид миномёта, применявшийся Британией во время Первой мировой войны для поражения живой силы и заражения местности отравляющими веществами. Впервые был использован в битве на Сомме.

## История
Первоначально газовые атаки осуществлялись просто выпуском газа из баллонов в сторону противника. Этот способ имел большой недостаток — требовал надлежащих метеоусловий, а при смене ветра под ударом вместо противника могли оказаться собственные войска.
Поэтому в 1916 году капитаном Уильямом Ливенсом из британского Королевского инженерного корпуса было изобретено новое средство доставки отравляющих веществ — миномёт, названный впоследствии его именем.

## Устройство
Изобретение Ливенса представляло собой простую металлическую трубу 8 дюймов (≈203 мм) в диаметре, вкопанную в землю под углом 45 градусов. В трубу помещался электрический детонатор, пороховой заряд и баллон с газом или зажигательным составом. Дальнобойность составляла порядка 1500 метров. При падении баллон разрушался и образовывалось плотное облако газа.
Миномёт Ливенса оказался весьма дёшев и прост в производстве и применении. Электрический способ воспламенения позволял устанавливать крупные батареи этих орудий и производить массированные залпы.

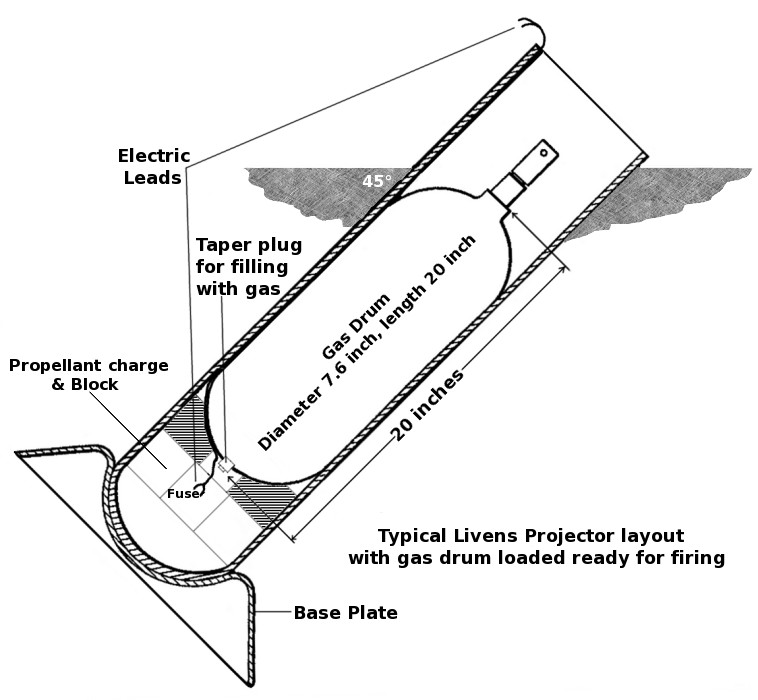
Схема
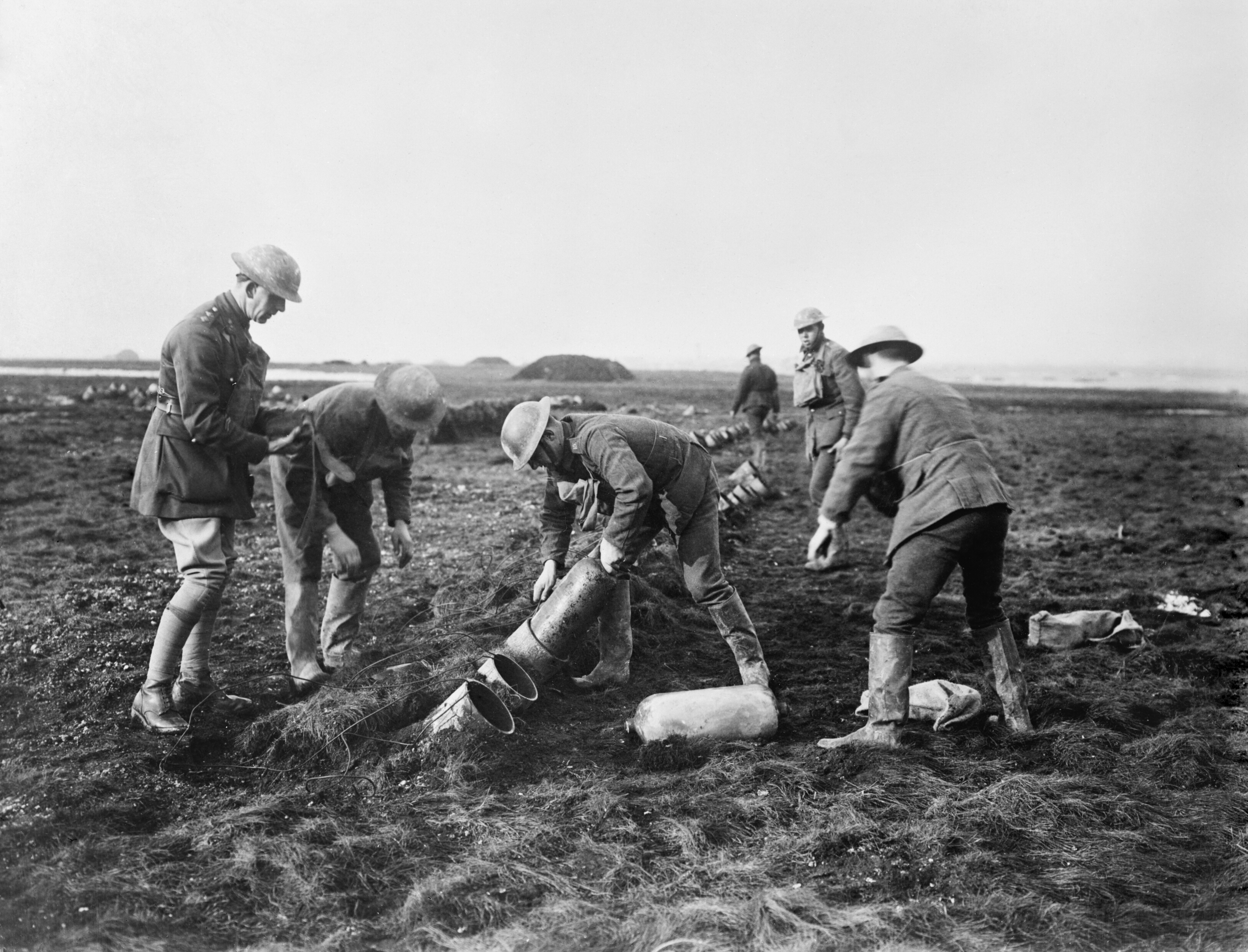
Английские солдаты заряжают батарею миномётов Ливенса
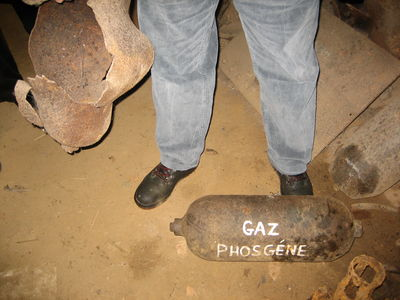
Снаряд миномёта Ливенса, найденный на Сомме, 2006
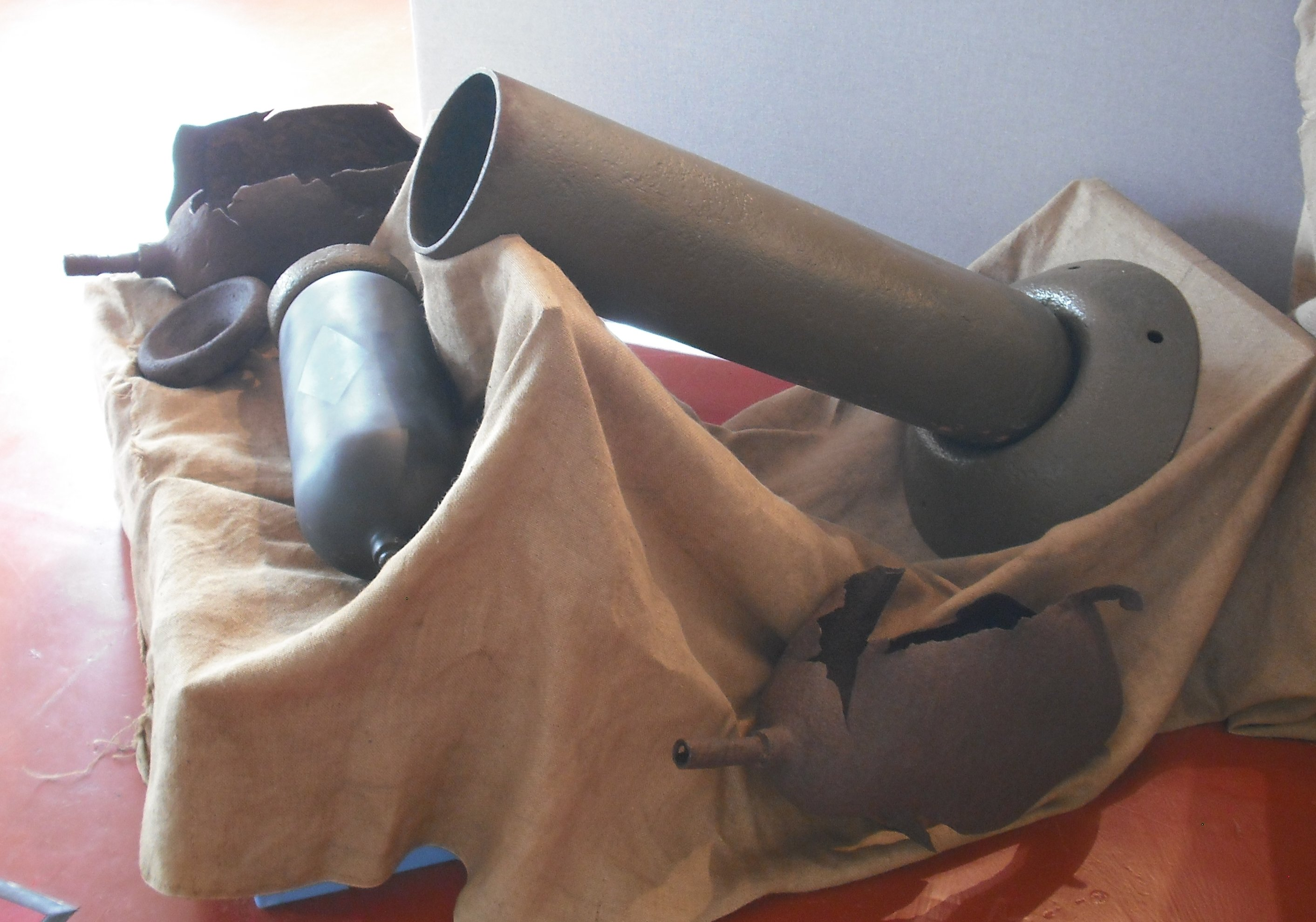